# Ajatollah
Ajatollah (pers. آيت‌الله, arab. ‏آية الله‎, āyat Allāh, tłum. znak Boga) – honorowy muzułmański tytuł naukowy w szyizmie imamickim; nadawany wysokiej rangi uczonym (mudżtahid), znawcom teologii, nauk islamskich i prawa religijnego. Posiadacze tytułu są zazwyczaj także wykładowcami seminariów teologicznych. Niższą rangą jest hodżatoleslam.

## Źródłosłów
Nazwa ajatollah wywodzi się z Koranu:

53 Niebawem pokażemy im Nasze znaki (aja)
na horyzontach i w nich samych, 
aż w końcu stanie się dla nich jasne,
że to jest prawda.
Czyż nie jest wystarczające, jeśli chodzi o twojego Pana,
że On jest świadkiem każdej rzeczy?

20 Na ziemi są znaki (aja) dla tych,
którzy są przekonani o prawdzie.
21 I są w waszych duszach.
Czy wy nie widzicie?

Szyici imamici interpretują owe ajaty koraniczne jako odnoszące się do ludzi, którzy mogą być uznawani za „znaki Boga” (ajatollah) na tym świecie.

## Kobiety ajatollahowie
Tytuł jest przyznawany także kobietom, które ukończyły seminaria, osiągając tak wysoką rangę uczonego. Owe są zwane „paniami mudżtahideh”. Najsławniejszą kobietą ajatollahem była Iranka Hadżije Sejjede Nosrat Bejgom Amin. Inną żyjącą obecnie ajatollah jest Zohre Sefati. Do dziś żadna kobieta ajatollah nie osiągnęła rangi wielkiego ajatollaha.

## Wielcy ajatollahowie
Najwyższą rangą, jaką mogą osiągnąć studenci seminariów, jest wielki ajatollah (arab. ‏آية ‌الله العظمى‎, āyat Allāh al-ʿuẓmà; pers. آیت‌الله عظمی, âyat-ollâh-e ʿoẓma, tłum. wielki znak Boga). Wielcy ajatollahowie upoważnieni są między innymi do tworzenia prawa i ogłaszania fatw, co czyni ich pomostem pomiędzy brakującymi imamami a istniejącą w danym momencie społecznością. Wielkiego ajatollaha tytułuje się mardża (arab. ‏مرجع‎, marǧaʿ, liczba mnoga marāǧiʿ), także mardża taklidi i mardża dini (arab. ‏مرجع تقليدي / مرجع ديني‎, tłum. źródło do naśladowania). Każdy szyita imamita jest zobowiązany do podążania za wybranym przez siebie wielkim ajatollahem w kwestiach prawa muzułmańskiego.